# Annette Thommessen
Pour les articles homonymes, voir Thommessen.
Annette Thommessen, née le 20 mai 1932 à Paris, morte le 6 décembre 1994 à Oslo, est une militante française pour les droits de l'homme, qui s'est installée en Norvège. 
Elle est née à Paris, et est la fille de Maurice Arosa Roosevelt et de Raymonde Schaeffer ; elle a épousé Henrik Peter Thommessen en 1953. Elle a déménagé en Norvège en 1954 et est la mère de l'homme politique Olaf Thommessen (en). À partir de 1978, elle s'occupe du traitement des boat-people vietnamiens, réfugiés du Vietnam après la guerre du Viêt Nam. Elle a initié la création de l'Organisation norvégienne pour les demandeurs d'asile, qu'elle a présidé de 1984 à 1994. Elle a reçu le prix Fritt Ord (en) en 1992 et le prix de l'humanisme en 1993.